# Atletismo nos Jogos Mundiais Militares de 2011 - Salto triplo feminino
A competição do salto triplo feminino nos Jogos Mundiais Militares de 2011 aconteceu no dia 21 de julho no Estádio Olímpico João Havelange.

## Medalhistas[1]
| Ouro   | ITA Simona la Mantia    |
| Prata  | BRA Keila Costa         |
| Bronze | UKR Ruslana Tsykhost'ka |

## Final[1]
| Pos.              | Atleta                           | País         | Tempo | Notas |
| ----------------- | -------------------------------- | ------------ | ----- | ----- |
| Medalha de ouro   | Simona la Mantia                 | Itália       | 14.19 |       |
| Medalha de prata  | Keila Costa                      | Brasil       | 14.11 | SB    |
| Medalha de bronze | Ruslana Tsykhost'ka              | Ucrânia      | 14.05 |       |
| 4                 | Natalia Viatkina                 | Bielorrússia | 13.73 |       |
| 5                 | Chnaik Jamaa                     | Marrocos     | 13.28 |       |
| 6                 | Kseniya Dziatsuk                 | Bielorrússia | 12.91 |       |
| 7                 | Vanessa Seles                    | Brasil       | 12.85 |       |
| 8                 | Anne Neubauer                    | Alemanha     | 12.70 |       |
| 9                 | Munich Tovar                     | Venezuela    | 12.60 |       |
| 10                | Mbumi Nkouindjin Joelle Sandrine | Camarões     | 12.55 |       |
| 11                | Chamali Priyadarshani            | Sri Lanka    | 12.45 |       |
| 12                | Valerie Jintoena                 | Suriname     | 12.20 | SB    |
|                   | Svitlana Mamieieva               | Ucrânia      | NM    |       |